# Phaedyma eumeneia
Phaedyma eumeneia är en fjärilsart som beskrevs av Hans Fruhstorfer 1913. Phaedyma eumeneia ingår i släktet Phaedyma och familjen praktfjärilar. Inga underarter finns listade i Catalogue of Life.